# The Lost Children
Albums de Disturbed
Asylum
(2008) Immortalized
(2015)
The Lost Children est une compilation du groupe américain de heavy metal Disturbed, c'est un album B-Side réunissant toutes les chansons écrites par le groupe qui ne sont pas parue lors de la sortie des autres albums.

## Composition du groupe
- David Draiman - chant
- Dan Donegan - guitare
- John Moyer - basse
- Mike Wengren - batterie

## Liste des morceaux
1. Hell
2. A Welcome Burden
3. This Moment
4. Old friend
5. Monster
6. Run
7. Leave It Alone
8. Two Worlds
9. God of the Mind
10. Sickened
11. Mine
12. Parasite
13. Dehumanized
14. 3
15. Midlife Crisis
16. Living After Midnight